# LADYBUG (アルバム)
『LADYBUG』（レディーバグ）は、LiSAの3枚目のミニアルバム。2021年5月19日にSACRA MUSICから発売された。

## 概要
LiSAのデビュー10周年を記念して製作されており、2ndミニアルバム『LUCKY Hi FiVE!』以来の3rdミニアルバムである。全曲書き下ろしの7曲を収録。
完全数量生産限定盤（CD＋BD＋特典グッズ）」、「初回生産限定盤A（CD＋BD）」、「初回生産限定盤B（CD＋DVD）」、「通常盤」の全4形態で発売。DVD及びBlu-rayには、2020年12月12日にオンラインで生配信された「ONLiNE LEO-NiNE」のライブ全編の模様をノーカットで収録されている。
アルバムタイトルの『LADYBUG』は『てんとう虫』を意味する英単語である。本作が「デビュー10周年記念作品」ということで、「てん」＝ten（日本語で『10』を意味する英語）、「とう」＝ 十（読み：と）の語呂合わせであり、また「虫（むし）」＝6（む）+4（し）＝10となり、「10」を意味する言葉をこの言葉から多く読み取れることから命名された。
収録曲は、松本孝弘（B'z）、北川悠仁（ゆず）、MAH（SiM）、薔薇園アヴ（女王蜂）らが携わった楽曲を含む全7曲を収録。
ソロデビューから丁度10周年となった2021年4月20日、過去作全てのミュージックビデオの配信開始と同時に、収録曲「Another Great Day!!」が先行配信された。
2021年5月13日、アルバムの全曲試聴動画がYouTubeで公開された。

## プロモーション
| 日付          | 番組名                   | 放送局       | 演奏曲                                               | 出典   |
| ------------- | ------------------------ | ------------ | ---------------------------------------------------- | ------ |
| 2021年5月17日 | CDTVライブ!ライブ!       | TBS系        | 「Another Great Day!!」                              | [ 10 ] |
| 2021年5月20日 | SONGS                    | NHK総合      | 「Believe in myself」 「Another Great Day!!」 「炎」 | [ 11 ] |
| 2021年5月21日 | ミュージックステーション | テレビ朝日系 | 「Another Great Day!!」                              | [ 12 ] |
| 2021年5月21日 | バズリズム02             | 日本テレビ系 | 「Another Great Day!!」                              | [ 13 ] |
| 2021年5月29日 | MUSIC FAIR               | フジテレビ系 | 「Another Great Day!!」 「Letters to ME」            | [ 14 ] |
| 2021年6月11日 | A-Studio                 | TBS系        | 「サプライズ」                                       | [ 15 ] |
| 2021年7月24日 | 2021 FNS歌謡祭 夏        | フジテレビ系 | 「サプライズ」                                       | [ 16 ] |

## 収録曲
| #         | タイトル                | 作詞          | 作曲                  | 編曲                                                   | 時間  |
| --------- | ----------------------- | ------------- | --------------------- | ------------------------------------------------------ | ----- |
| 1.        | 「RUNAWAY」             | LiSA          | LiSA                  | PABLO a.k.a. WTF!?                                     | 4:01  |
| 2.        | 「Another Great Day!!」 | LiSA          | TAK MATSUMOTO         | TAK MATSUMOTO YUKIHIDE “YT” TAKIYAMA                   | 4:58  |
| 3.        | 「サプライズ」          | LiSA          | 高橋浩一郎（onetrap） | 高橋浩一郎（onetrap） 石塚徹（ストリングス・アレンジ） | 5:20  |
| 4.        | 「GL」                  | 薔薇園アヴ    | 薔薇園アヴ            | 女王蜂 塚田耕司                                        | 3:00  |
| 5.        | 「ViVA LA MiDALA」      | LiSA MAH      | MAH                   | MAH SHOW-HATE（SiM） （ギター・アレンジ）              | 4:04  |
| 6.        | 「ノンノン」            | 北川悠仁 LiSA | 北川悠仁              | 野間康介（agehasprings）                               | 3:37  |
| 7.        | 「Letters to ME」       | LiSA          | LiSA                  | 下村亮介（the chef cooks me）                          | 4:58  |
| 合計時間: | 合計時間:               | 合計時間:     | 合計時間:             | 合計時間:                                              | 29:58 |

| #         | タイトル                       | 作詞  | 作曲・編曲 | 時間 |
| --------- | ------------------------------ | ----- | ---------- | ---- |
| 1.        | 「マコトシヤカ」               |       |            | 3:58 |
| 2.        | 「Catch the Moment」           |       |            | 4:42 |
| 3.        | 「晴レ舞台」                   |       |            | 4:59 |
| 4.        | 「エレクトリリカル」           |       |            | 4:35 |
| 5.        | 「愛錠」                       |       |            | 4:05 |
| 6.        | 「わがままケット・シー」       |       |            | 4:11 |
| 7.        | 「unlasting」                  |       |            | 4:57 |
| 8.        | 「cancellation」               |       |            | 4:11 |
| 9.        | 「赤い罠(who loves it?)」      |       |            | 4:12 |
| 10.       | 「炎」                         |       |            | 4:34 |
| 11.       | 「紅蓮華」                     |       |            | 3:56 |
| 12.       | 「play the world! feat.PABLO」 |       |            | 4:18 |
| 13.       | 「Rising Hope」                |       |            | 4:12 |
| 14.       | 「ADAMAS」                     |       |            | 3:45 |
| 15.       | 「ハウル」                     |       |            | 4:53 |
| 合計時間: | 合計時間:                      | 65:28 |            |      |

### 楽曲解説（CD）
1. RUNAWAY
  - 冒頭の口笛で口ずさんでいるでは、1stミニ・アルバム『Letters to U』収録曲「Believe in myself」のメロディーがサンプリングされている。この手法は2ndミニ・アルバム『LUCKY Hi FiVE!』収録の「Hi FiVE!」においても使用されている。
2. Another Great Day!!
  - アルバムリード曲。
B'zのギターリスト・松本孝弘 提供曲[17][18]。
  - 2024年、松本孝弘のバンド、TMGのアルバム『TMG II』に、本楽曲をリアレンジした「THE STORY OF LOVE」が収録、ゲストボーカルとしてLiSAも参加した[19]。
3. サプライズ
4. GL
  - スリーピースロックバンド・女王蜂のボーカル 薔薇園アヴ（アヴちゃん）提供曲。また、ゲストボーカルとしても参加している。
5. ViVA LA MiDALA
  - 自身がデビュー前後から親交があるロックバンド・SiMのボーカル MAH 提供曲。MAHに提供されるのは2014年リリースの『L.Miranic』以来となる。
6. ノンノン
  - 2人組男性デュオ・ゆずのボーカル 北川悠仁 提供曲。兼ねてより自身が尊敬していた縁で、メンバーよりオファーされた。
7. Letters to ME
  - 歌詞のフレーズは、本アルバム1曲目の「RUNAWAY」と同様に1stミニ・アルバム収録の「Believe in myself」の一部（『ウォークマン』『夜』『愛せたらいい』）などが共通している他、『すり減った靴底』（「Believe in myself」）・『ボロボロになった靴底』（「Letters to ME」）などが使用されている。

## タイアップ
RUNAWAY
サントリー ZONe Ver.2.0.0『無敵のゾーンへ。 LiSA in the ZONe』篇 CMソング 
Another Great Day!!
映画「地獄の花園」主題歌
サプライズ
映画「夏への扉 -キミのいる未来へ-」主題歌
GL
『NARS cosmetics』2021年秋リップアイテム キャンペーンソング

## 参加ミュージシャン

### CD
RUNAWAY
- Guitar：PABLO
- Bass：御供信弘
- Drums：BOBO

Another Great Day!!
- Guitar：TAK MATSUMOTO
- Bass：YUKIHIDE "YT" TAKIYAMA
- Drums：BRIAN TICHY

サプライズ
- Programing & All other instruments：高橋浩一郎（onetrap）
- Guitar：設楽博臣
- Bass：高間有一
- Drums：城戸紘志
- Piano：皆川真人
- 1st Violin：徳永友美
- 2nd Violin：伊能修
- Viola：坂口弦太郎
- Cello：堀沢真己

GL
- Keyboards & Programing：塚田耕司
- Guitar：ひばりくん（女王蜂）
- Chorus：女王蜂一同

ViVA LA MiDALA
- Guitar：Sugi（coldrain）
- Bass：Sugi（coldrain）
- Drums：ZAX（The BONEZ／Pay money To my Pain）
- Chorus：MAH（SiM）

ノンノン
- All other instruments：野間康介（agehasprings）
- Bass：柳野裕孝
- Drums：城戸紘志
- Acoustic Guitar：江口亮

Letters to ME
- Guitar：西田修大
- Bass：吉田一郎不可触世界
- Drums：伊吹文裕
- Piano：世武裕子
- Synthesizers,Programing,Editing：下村亮介

### Blu-ray・DVD
ONLiNE LEO-NiNE
- Vocal：LiSA
- Guitar：PABLO
- Guitar：NAOKI IKUMOTO
- Bass：YUKO YANAGINO
- Drums：YUYA ISHII
- Keyboards：AKITO SHIRAI
- Dancer：AkANE、yUkA、MASH SHIMIZU、SHINJI KANAZAWA